# عبدالله بن جحش
عبدالله پسر جحش یا عبدالله بن جحش (زادهٔ ۵۸۱ میلادی – درگذشتهٔ ۶۲۵ میلادی) پسرعمه و صحابهٔ محمد بود.
او به خاطر فرماندهی سَریهٔ نخله، از محمد لقب «امیرالمؤمنین» گرفته بود.

## مرگ
عبدالله در غزوهٔ اُحُد توسط اخناس بن شریق کشته شد. به روایت خانواده‌اش، مخالفانش گوش‌ها و بینی جنازهٔ او را بریدند.